# Трифунович, Петар

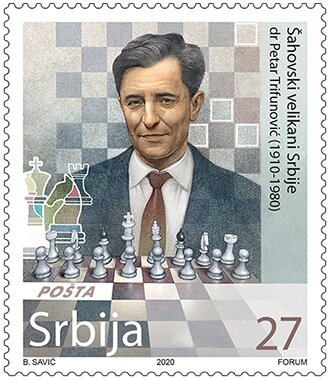
Почтовая марка Сербии 2020 года, посвящённая к 110-летию со дня рождения югославского шахматиста и гроссмейстера Петра Трифуновича

Пе́тар Трифу́нович (серб. Петар Трифуновић; 31 августа 1910, Дубровник — 8 декабря 1980, Белград) — югославский шахматист; гроссмейстер (1953). Шахматный литератор; редактор журнала «Шаховски преглед» (1938—1940). Доктор права.

## Шахматная карьера
В шахматы научился играть 16 лет. В 1931 на турнире в Баня-Луке — 1-е место (выполнил норму национального мастера). Успешно выступал в довоенных чемпионатах Югославии: 1935 — 3-е и 1936 — 2-е места.
По окончании 2-й мировой войны (1939—1945) выдвинулся в число сильнейших шахматистов страны. 5-кратный чемпиона Югославии: 1945, 1946, 1947 (с С. Глигоричем), 1952 и 1961. В составе команды Югославии участник 7 Всемирных олимпиад (1935—1962), в том числе на 9-й (1950) — 1-е место на 3-й доске (+8 −1 =4). Участник зональных турниров ФИДЕ — Хилверсюм (1946) — 2-3-е и Вагенинген (1957) — 6-7-е; межзонального турнира в Сальтшёбадене (1948) — 10-е место. В 1949 сыграл вничью матч с М. Найдорфом (6 : 6). Добился высоких результатов на многих международных турнирах: Злин (1945) — 1-е; Прага (1946) — 2-3-е; Лима (1950) — 1-е; Великобритания (турнир памяти Стаунтона; 1951) — 2-4-е; Мар-дель-Плата (1952 и 1953) — 3-4-е и 4-е; Рио-де-Жанейро (1952) — 2-3-е; Монтевидео (1953) и Рио-де-Жанейро (1953) — 2-е; Белград (1954) — 3-е; Сараево (1959, 1960 и 1962) — 1-2-е, 4-е и 3-4-е; Нетания (1961) — 1-3-е; Бевервейк (1962) — 1-е; Нордвейк-ан-Зе (1965) — 2-е; Амстердам (1965) — 4-е места.

## Вклад в теорию дебютов
Имя П. Трифуновича носит один из вариантов системы четырёх пешек защиты Алехина: 1.e4 Kf6 2.e5 Kd5 3.d4 d6 4.c4 Kb6 5.f4 Cf5!?. Этот вариант применяли Виктор Корчной, Василий Смыслов, Леонид Штейн, Роберт Фишер.

## Книги
- Jugoslawisches Schach II 482 Partien. Hamburg, 1965 (Weltgeschichte des Schachs, Lfg 38);
- Grünfeldova indiska odbrana. Beograd, 1951 (соавтор);
- Šahovski bukvar. Beograd. 1959 (соавтор);
- Šahovska začetnica. Ljubljana, 1962 (соавтор).